# Descendance d'Albert Einstein
La descendance d'Albert Einstein est celle des cinq enfants dont la mère était Mileva Marić et Elsa Einstein Guichard. 

## Descendance
Albert Einstein (1879-1955) et Mileva Marić (1875-1948) ont eu trois enfants nés d’un premier mariage : l'aînée, Lieserl, née avant leur mariage et longtemps ignorée des historiens, ainsi que deux garçons, Hans Albert et Eduard. Deux de ces enfants sont atteints de graves maladies mentales, si l'on retient l'hypothèse de l'écrivaine et artiste américaine Michele Zackheim (en) concernant Lieserl.
Le second mariage en 1919 d'Albert Einstein avec sa cousine germaine Elsa Einstein (1876-1936) ne donne naissance à aucune descendance. 

### Lieserl
L'existence de Lieserl (née vers 1902-1903) n'est découverte qu’en 1986, lorsque des lettres échangées entre Albert et Mileva sont retrouvées. On ignore même quels étaient exactement ses nom et prénom à l'état civil, Lieserl pouvant aussi bien être un prénom que le diminutif d'Elisabeth. 
Son destin exact n'est pas connu avec certitude. Des détracteurs d'Einstein accusent le couple de s'être séparé de la petite fille par peur que cette enfant, née hors mariage, ne nuise à la carrière d'Albert. Mais Michele Zackheim, qui a consacré un livre à l'histoire de Lieserl, conclut que l'enfant, handicapée mentale, a été élevée par sa mère Mileva et les parents de cette dernière, et qu'elle est morte en bas âge de la scarlatine.
Une « Lieserl » qui aurait survécu jusqu'à sa vieillesse est l'un des personnages importants d'un roman de science-fiction de l'auteur américain Tim Powers intitulé À deux pas du néant, récit narrant les événements déclenchés par le décès (fictif) de cette femme en Californie, en 1987.

### Hans Albert

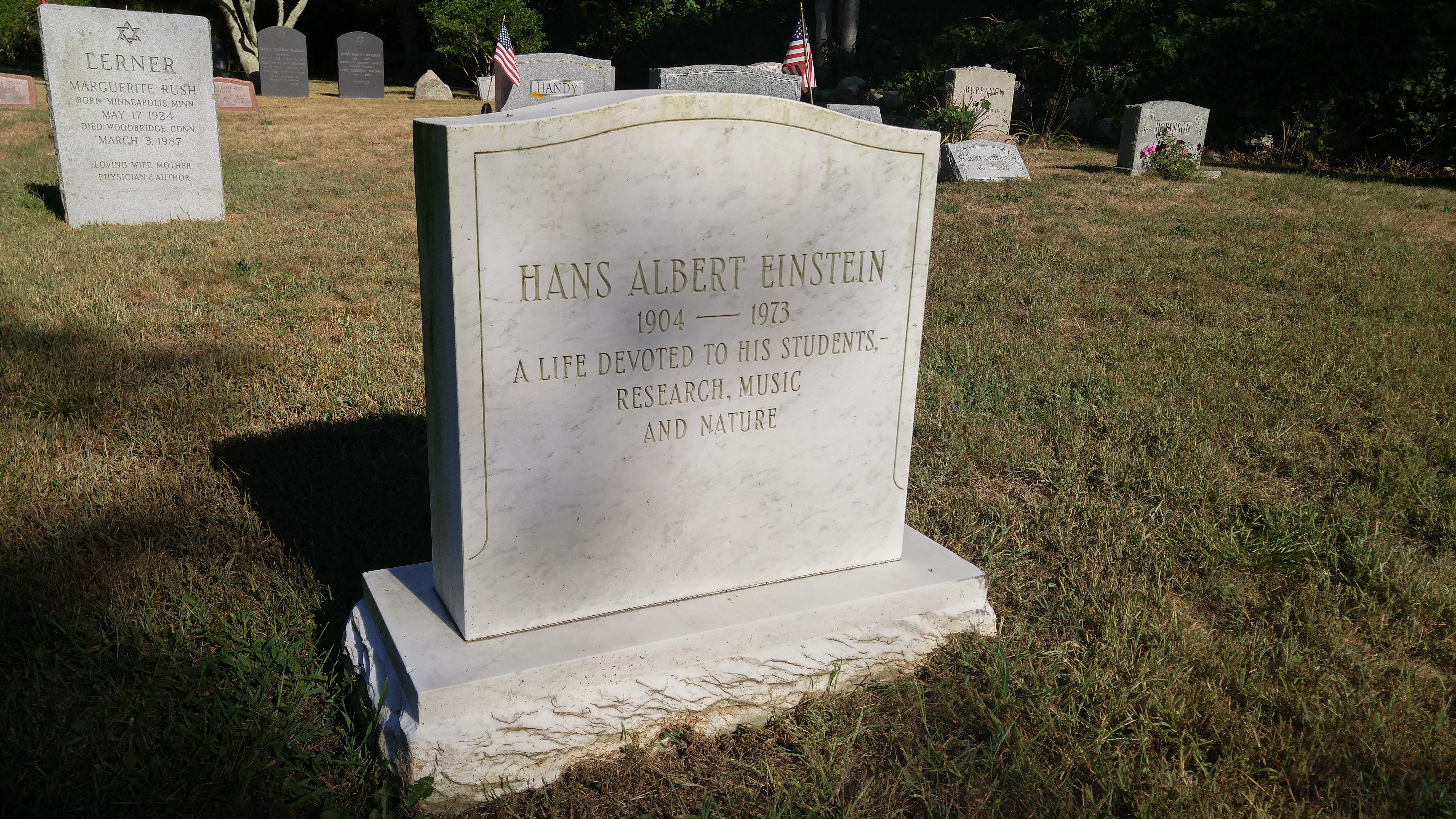
Sépulture de Hans Albert Einstein, Church of the Messiah, Woods Hole (États-Unis).

Hans Albert Einstein (14 mai 1904-26 juillet 1973) est professeur d'ingénierie hydraulique à l'université de Californie, Berkeley. Marié en 1927 à Frieda Knecht, il est le père de Bernard Cæsar, Klaus Martin et David (tous deux morts en bas-âge), et le père adoptif d'Evelyn Einstein. La qualité de ses travaux est reconnue et un prix porte son nom.

#### Bernard Cæsar

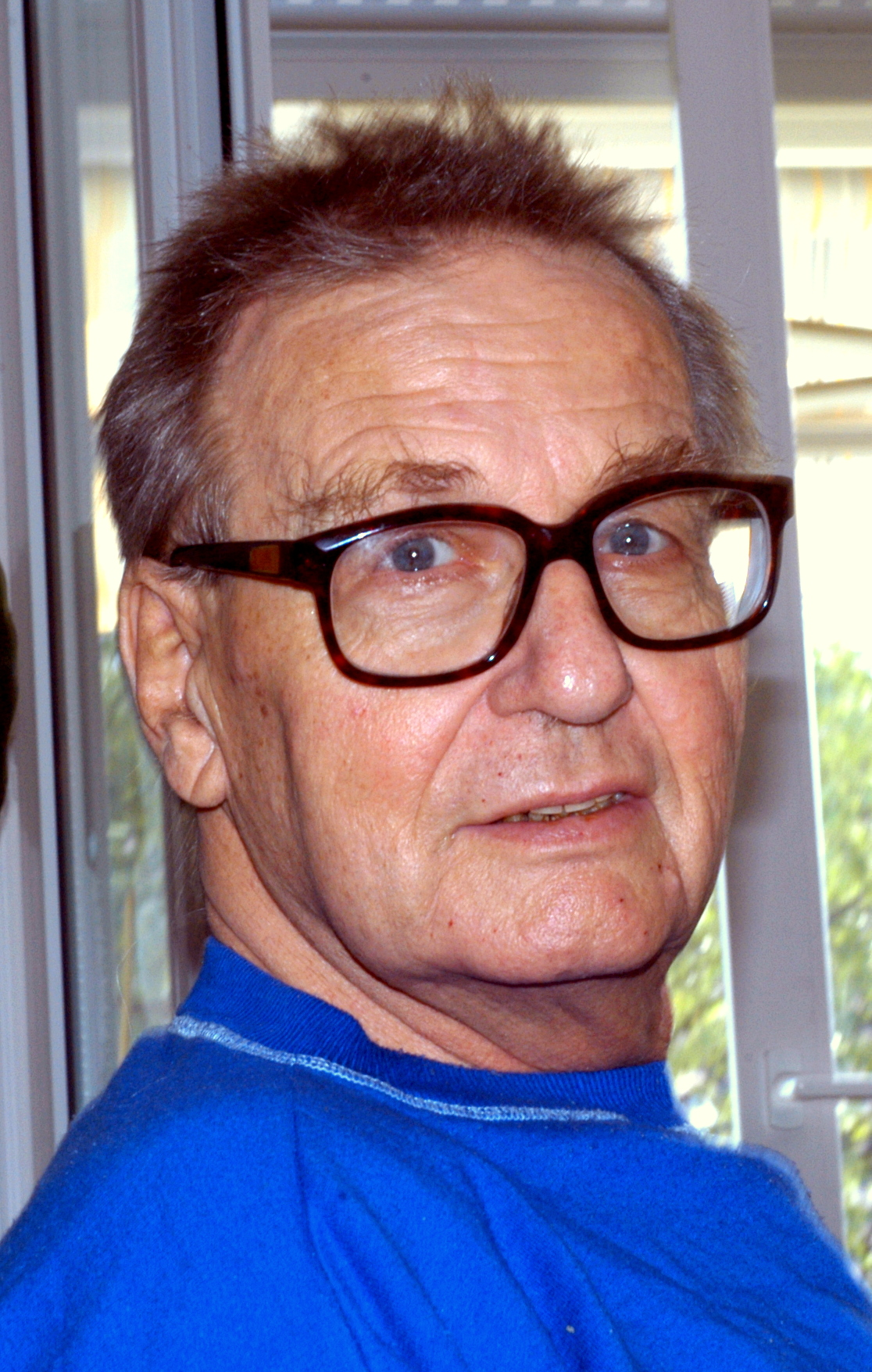
Bernard Cæsar Einstein, 2003.

Bernard Cæsar Einstein (10 juillet 1930 - 30 septembre 2008) est un physicien américain. Il est le fils de Hans Albert Einstein et de Frieda Knecht, mariés en 1927.
Bernard Cæsar a quatre enfants, dont le docteur Thomas Martin Einstein (né en 1955), anesthésiste à Santa Monica, qui a lui-même trois enfants.

#### Klaus Martin
Klaus Martin Einstein, né en 1932, meurt de diphtérie peu de temps après que ses parents ont émigré aux États-Unis, en 1938.

#### Evelyn
Evelyn Einstein (28 mars 1941 - 13 avril 2011) naît d'une mère célibataire de 16 ans, qui l'abandonne pour adoption à la famille de Hans Albert. Elle indique qu'on lui aurait répété pendant son enfance qu'elle était en réalité la fille d'Albert Einstein et d'une danseuse, sans en avoir de preuves. Elle fait des études à Berkeley où, polyglotte, elle obtient un master en littérature médiévale. Elle se marie  avec un anthropologue dans les années 1960, et ne parvient pas à trouver de travail. Selon The New-York Times, le mariage dure treize ans avant quelle ne divorce et retourne brièvement habiter chez son père jusqu'à la mort de celui-ci, date à laquelle elle se retrouve à la rue. Selon Michele Zackheim, qui a enquêté sur Lieserl et est devenue son amie, et qui s'appuie sur la mémoire d'Evelyn jugée peu fiable à cette époque où elle souffrait de dépression, le mariage dure peu de temps, et Evelyn se retrouve aussitôt à la rue, son père ayant refusé de l'aider. Elle vit quelques mois dans sa voiture, puis enchaîne différents petits métiers : ramasseuse de chiens, agent de sécurité, employée de marina, avant d'obtenir un travail stable, qu'elle abandonne lorsqu'atteinte par un cancer du sein et des problèmes de foie elle se retrouve en fauteuil roulant,.
Dans les années 1980, elle découvre un manuscrit en allemand de sa mère Frieda Knecht qui lui demande de le traduire dans l'intention de le publier. Il s'agit d'un échange de lettres entre Albert Einstein et Mileva Maric, sa première épouse, qui mène à la découverte de 500 autres lettres en 1986 et apporte un éclairage nouveau sur la vie du savant. L'exécuteur testamentaire s'oppose à la publication, et les lettres sont finalement vendues aux enchères par le conseil de famille, qui en obtient 900 000 $. Evelyn leur intente un procès pour obtenir une part de la vente afin de payer ses soins, et l'affaire se conclut par une transaction restée secrète.
Elle meurt à l'âge de 70 ans, dans sa maison à Albany (Californie).

### Eduard
Eduard Einstein (« Tete » pour petit) est né le 28 juillet 1910 à Zurich, en Suisse, et mort le 25 octobre 1965.
Enfant sensible et fragile, il souffre beaucoup, comme son frère Hans Albert, qui a six ans de plus que lui, de la séparation de ses parents en 1914 (il est alors âgé de quatre ans). Son père s'installe à Berlin, tandis que sa mère revient à Zurich en emmenant avec elle les deux enfants. Durant les cinq années qui suivent la séparation, il n'a aucun contact avec son père, et plus tard ses relations avec lui sont très difficiles (c'est aussi le cas de son frère), alors qu'il reste toujours très lié à sa mère.
Très bon élève et doué pour la musique et la poésie, il entreprend en 1929 des études de médecine. Passionné par les idées de Sigmund Freud, Eduard se voit psychiatre ou psychanalyste. Mais son père refuse cette option, ayant rencontré Freud qu'il prend pour un charlatan. Edouard sombre alors dans une dépression profonde dont il ne se remettra jamais. Il agresse son père dans ses lettres et devient violent[réf. nécessaire].
Vers 1931, Edouard est diagnostiqué schizophrène à 21 ans et interné pour la première fois à Zurich en 1932, y recevant des traitements de choc qui altèrent probablement sa mémoire et ses facultés cognitives,. Il y aura encore d'autres internements à l'hôpital de Burghölzli. Son père lui rend une dernière visite en 1933 avant son départ pour l'Amérique, puis tous deux n'auront plus de contact direct mais poursuivront une correspondance. Albert écrit à Carl Seelig que la maladie de son fils a ses racines dans la famille de sa femme,.
Sa mère s'occupe de son fils jusqu'à sa mort en 1948, en donnant des cours de mathématiques et de piano. Eduard meurt en 1965 à l'âge de 55 ans à la clinique psychiatrique Burghölzli de Zurich et est enterré au cimetière Hönggerberg de cette même ville,.
Le romancier français Laurent Seksik fait de lui le sujet principal de son roman intitulé Le Cas Eduard Einstein.